# 안동권문 쌍효각
안동권문 쌍효각은 충청북도 청주시 서원구에 있다. 2015년 4월 17일 청주시의 향토유적 제52호로 지정되었다.

## 개요
안동권씨 권몽암과 권만형의 효행을 기리기 위헤 세운 정려각이다.